# Micro bildelar
Micro bildelar var en detaljhandelskedja som vände sig direkt till konsumenterna. Företaget hade cirka 150 anställda, fördelat på 15 butiker och internetbutik, centrallager i Anderstorp och servicekontor i Helsingborg. Firman grundades 1958 i Anderstorp av familjen Kroon och 1992 övertog Ingvar Kamprads IKANO-gruppen butikskedjan men sålde den 2000 till Bilia.
I slutet av 2005 köptes bolaget av Mats Nilstoft via börsföretaget Powerit, som döptes om till Micro Holding.
Den 14 oktober 2008 fanns 15 butiker i Anderstorp, Barkarby, Borås, Eskilstuna, Gävle, Göteborg, Halmstad, Helsingborg, Kungens Kurva, Löddeköpinge, Malmö, Norrköping, Uddevalla, Uppsala och Örebro.

## Konkurs
Styrelsen i helägda dotterbolaget Micro AB begärde Micro AB i konkurs 11 maj 2009. Av de återstående femton butikerna såldes tio till Mekonomen och varumärket Micro köptes av företaget Starta AB i Sollebrunn.
2017 köpte Hagmans Nordic AB samtliga aktier i Starta och därmed också varumärket Micro, som numera är ett varumärke för artiklar för lågprishandeln inom smörjmedel, fordonsvård och hem- och fritidsprodukter.